# Nathan Pearson
Nathan Pearson (Atlanta, 15 september 1993) is een Amerikaans jeugdacteur. Hij heeft rollen gehad in onder andere iCarly, Criminal Minds en What Would Jesus Do?.

## Filmografie
- Sharing God Kid Style (2009)
- East Bound and Down (2009)
- What Would Jesus Do? (2008)
- Miss Guided (2008)
- iCarly (2007-2008)
- Criminal Minds (2007)